# Jakob Kuhn
Jakob „Köbi“ Kuhn (12. října 1943 – 26. listopadu 2019) byl švýcarský fotbalový trenér a bývalý profesionální hráč klubu FC Zürich a švýcarské reprezentace. Během své kariéry odehrál 63 zápasů za Švýcarsko, které také vedl jako hlavní trenér sedm let. Jeho posledním působením bylo ME 2008, kde s týmem Švýcarska skončil v základní skupině. Svůj odchod do důchodu oznámil již před turnajem.